# 2012年7月東鐵綫供電故障事件

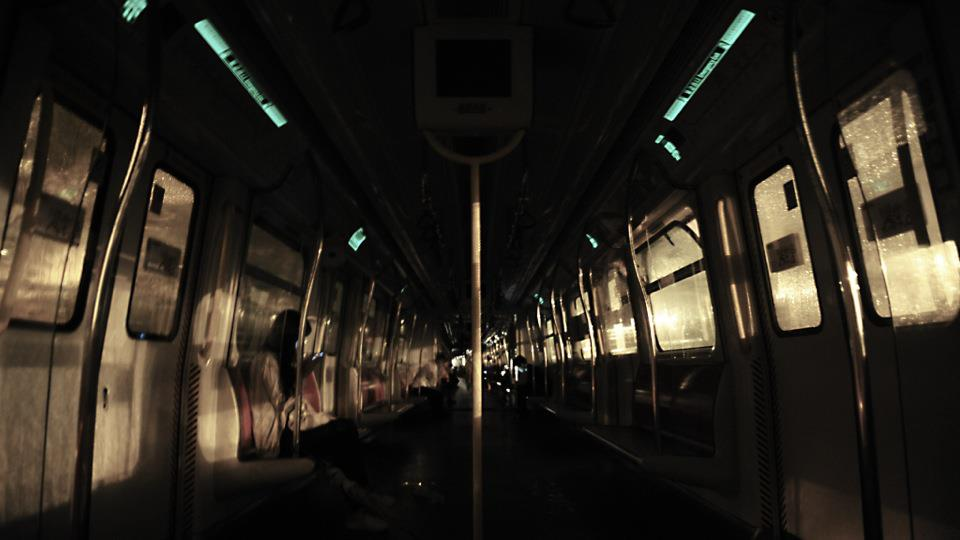
其中一列東鐵綫近畿川崎製列車（千九列車）漆黑一遍，僅剩餘緊急出口的指示

2012年7月東鐵綫供電故障事件是指香港港鐵東鐵綫於2012年7月23日至24日於強颱風韋森特正面吹襲香港期間，因大樹倒塌使東鐵綫供電中斷及全線服務癱瘓的事故，過千名乘客被迫在車站過夜。

## 事件經過
2012年7月23日晚上11時後，東鐵綫大埔墟站附近有大樹倒塌，壓倒電纜導致電力中斷，東鐵綫服務立即全線癱瘓；其他車站及路段亦出現跳電情況，多列列車不能行駛。乘客被困在列車上，部份列車因耗盡後備電源，使車內漆黑一片。當時香港天文台剛發出九號烈風或暴風風力增強信號不久，事件導致港鐵緊急宣佈所有架空及地面路段服務即時停止。至2012年7月24日凌晨2時44分（十號颶風信號已生效近2小時），港鐵修復紅磡站至火炭站的供電系統，並安排於該路段的5列列車駛到大圍、沙田及火炭等站。而另外三列於在大學站及大埔墟站之間的列車，則分別由柴油機車，拖到火炭、大學及大埔墟站。由於已經收車，加上天氣情況極度惡劣，港鐵並無再派列車提供服務。
當乘客返回車站後，隨即有乘客認為室外橫風橫雨，港鐵沒有安排巴士接載乘客，故不願離開車廂，決定等待至列車服務恢復。多個車站大堂、樓梯和列車上也有大批乘客休息，甚至有人睡在車站地上準備度宿。大圍、沙田、火炭及大埔墟等站也有乘客滯留。停在沙田站一列東鐵綫列車，一度突然停電，空調停止運作，乘客懷疑職員特意要求乘客離開車廂。至早上7時35分，列車服務才告恢復。

## 處理手法
港鐵向部份受影響乘客提供紙皮，讓乘客在車站過夜，並港鐵提供食水給乘客。部份乘客在車站睡覺，亦有部份在車站使用電子遊戲機。
在沙田站約7月24日凌晨5時左右，有一批乘客獲得港鐵支付的士車資200元，可以回家。不過，大圍站及火炭站的乘客則沒有任何補償。
早上約6時左右，東鐵綫恢復有限度服務，紅磡站至火炭站之間的列車服務獲得恢復；期間，有乘客因為列車在火炭暫停服務，拒絕離開車廂。至於前往火炭站以北的服務，則在早上7時半起恢復。

## 回響
港鐵車務營運總管劉天成表示，由於大埔墟站附近有樹倒塌令電纜受損，加上香港天文台發出十號颶風信號及接近收車時間，因此列車需要停駛，並將乘客接載到最近車站，以確保安全。同時，由於當時的路面上已沒有公共交通工具，所以未能安排接駁巴士予市民，並希望乘客體諒，並拒絕向受影響的乘客道歉。他亦指出，由於路面情況惡劣，幾乎癱瘓，故安排接駁巴士疏導乘客十分困難。政府亦要求港鐵在三天內提交報告解釋事件。有記者問及為何不同車站乘客獲得不同待遇，港鐵車務營運總管劉天成並無回答有關提問，但承認有職員曾經協助乘客乘的士。外界不同人士有不同意見：
- 行政長官梁振英表示，颱風韋森特襲港，港鐵在安排上對乘客造成不便，但在惡劣天氣下，保障市民安全是最大的考慮，相信港鐵會進行檢討。
- 運輸及房屋局局長張炳良認為，事件屬於預計不到的意外，政府會要求港鐵在3天內提交報告，亦會約見港鐵檢討事件。
- 立法會議員鄭家富批評港鐵的安排，再次凸顯其危機處理手法差劣，並無從過去經驗中汲取教訓，促請新一屆立法會召開特別會議跟進事件。他促請港鐵檢討，及建議加快在東鐵綫沿線加裝屏障，免因大樹倒塌而影響供電。[9]
- 亦有報評社評認為部份東鐵綫港鐵車站並不適宜避風，因為那些車站屬開放式，都比較當風。[10]

港鐵稱，事故當日已經根據實際環境，將服務堅持直到最後一刻，相比其他公共交通工具是最遲停止服務的；港鐵亦承認，當日在向乘客的資訊發放上可以做得更好，讓乘客更清楚和明白最新的港鐵服務安排。

## 改善方法
2012年8月中，颱風啟德影響香港並引至香港天文台再次發出八號東南烈風或暴風信號。針對強颱風韋森特吹襲香港時的問題，港鐵公司計劃於熱帶氣旋影響香港時作出多項改善事項，包括：
- 港鐵公司於各車站儲備物資，如有乘客因為服務中斷而滯留車站，港鐵公司將為乘客準備乾糧和飲用水；
- 在港鐵公司網站上發佈服務的最新情況，交代列車運作的資訊；如服務需要中斷，亦會透過互聯網及傳媒，通知市民；
- 加派人手到各車站及維修點，在有需要及安全的情況下，進行必須的緊急維修工作及巡查設備情況。

港鐵公司並無表示上述措施能否於颱風啟德影響香港前落實，而實際上由於颱風啟德對香港影響不大，港鐵服務沒有因此中斷，而是繼續維持平常班次直至正常服務時間結束為止，故此港鐵公司並無需要向乘客準備乾糧和飲用水。不過，港鐵公司在颱風啟德影響香港並發出八號東南烈風或暴風信號時表明，如果天氣突然變壞以致不容許服務繼續營運時，港鐵將可能未能趕及通知乘客之前已經要即時暫停服務，希望乘客體諒。港鐵公司亦表示，將會盡快推出流動應用程式「Traffic News」，向乘客提供最新的車務資訊，加強與乘客溝通。
立法會議員及立法會交通事務委員會成員王國興認為，港鐵過去多次因為熱帶氣旋而影響了列車的服務，他認為風暴逼近時，港鐵應該加強檢查電纜系統，避免再次「跪低」（發生故障），影響服務；另外，他亦認為事故時車站職員人數不足，建議港鐵考慮增聘人手，有助於事故時有足夠人手派發食水及乾糧。2012年9月28日，港鐵的「Traffic News」流動應用程式於iOS App Store上架。

## 外部連結
- 《港鐵指天氣惡劣讓乘客留車站最安全》(亞視新聞，2012年7月24日)